# Episkopi-Bucht
Die Episkopi-Bucht (griechisch Κόλπος Επισκοπής Kolpos Episkopis) ist eine Meeresbucht im Süden der Insel Zypern. Sie liegt westlich der Halbinsel Akrotiri und ist Teil des Levantischen Meeres im Mittelmeer.

## Geographie

Lage der Episkopi-Bucht (links) in der Region um Limassol. Östlich der Halbinsel liegt die Akrotiri-Bucht.

Die Bucht liegt an der Südküste Zyperns und hat eine ungefähre Ausdehnung von 20 Kilometern. Auf der Landseite befindet sich hauptsächlich die britische Militärbasis Akrotiri und Dekelia auf der Akrotiri-Halbinsel im Westen und im Norden der Bucht. Die südliche Begrenzung der Bucht von Episkopi stellt das Kap Zevgari auf der Halbinsel dar. 
Während die Nordküste der Episkopi-Bucht hauptsächlich durch mehrere kleine Nebenbuchten zwischen felsigen Steilküsten geprägt ist, besteht die Ostküste zur Akrotiri-Halbinsel zum größten Teil aus flachen Kiesstränden und kleinen Felsen. An der Nordostseite mündet der Fluss Kouris in die Bucht.

## Archäologie
Bemerkenswert ist die archäologische Stätte des antiken Kourion auf einem Hügel an der Nordseite der Bucht, das wahrscheinlich im 13. Jahrhundert v. Chr. entstand. Der Meeresboden der Bucht selbst wurde im Jahr 2006 systematisch mittels Fernerkundung durch Schiffe (die erste solche Aktion an der Südküste Zyperns) erforscht. Dabei wurden zirka 45 km² der Bucht vor den Küsten von Kourion und der Akrotiri-Halbinsel mit Sonar vermessen und 25 mögliche Funde in 29 bis 92 Metern Wassertiefe festgestellt.